# SPRY3
SPRY3 (англ. Sprouty RTK signaling antagonist 3) – білок, який кодується однойменним геном, розташованим у людей на X-хромосомі. Довжина поліпептидного ланцюга білка становить 288 амінокислот, а молекулярна маса — 31 222.
| 10         |  | 20         |  | 30         |  | 40         |  | 50         |
| ---------- |  | ---------- |  | ---------- |  | ---------- |  | ---------- |
| MDAAVTDDFQ |  | QILPIEQLRS |  | THASNDYVER |  | PPAPCKQALS |  | SPSLIVQTHK |
| SDWSLATMPT |  | SLPRSLSQCH |  | QLQPLPQHLS |  | QSSIASSMSH |  | STTASDQRLL |
| ASITPSPSGQ |  | SIIRTQPGAG |  | VHPKADGALK |  | GEAEQSAGHP |  | SEHLFICEEC |
| GRCKCVPCTA |  | ARPLPSCWLC |  | NQRCLCSAES |  | LLDYGTCLCC |  | VKGLFYHCST |
| DDEDNCADEP |  | CSCGPSSCFV |  | RWAAMSLISL |  | FLPCLCCYLP |  | TRGCLHLCQQ |
| GYDSLRRPGC |  | RCKRHTNTVC |  | RKISSGSAPF |  | PKAQEKSV   |  |            |

A: Аланін

C: Цистеїн

D: Аспарагінова кислота

E: Глутамінова кислота

F: Фенілаланін

G: Гліцин

H: Гістидин

I: Ізолейцин

K: Лізин

L: Лейцин

M: Метіонін

N: Аспарагін

P: Пролін

Q: Глутамін

R: Аргінін

S: Серин

T: Треонін

V: Валін

W: Триптофан

Кодований геном білок за функцією належить до білків розвитку. 
Локалізований у цитоплазмі, мембрані.